# ブラック・カントリー・ニュー・ロード
ブラック・カントリー・ニュー・ロード（Black Country, New Road）は、2018年にイギリス、ケンブリッジシャーで結成されたロックバンドである。
タイラー・ハイド（ボーカル、ベース）、ルイス・エヴァンス（ボーカル、サックス）、メイ・カーショウ（ボーカル、キーボード）、ジョージア・エラリー（ボーカル、ヴァイオリン）、チャーリー・ウェイン（ドラム）、ルーク・マーク（ギター）で構成されている。
最初の2枚のアルバムには、アイザック・ウッド（ボーカル、ギター）が参加していたが、精神的な理由から2022年にバンドを脱退している。

## 来歴

### 2018–2021：初期のキャリアと「For the First Time」
タイラー、ルイス、ジョージア、メイ、チャーリーと元ギターボーカルのアイザックは元々コナー・ブラウン、ジョニー・パイクと共に「Nervous Conditions」のメンバーであった。バンドは2015年に結成され、2017年にアルバム「Zak's Anniversary」(仮）をレコーディングし、発表予定であったが公式には発表されていない。コナー・ブラウンの複数の性的暴行疑惑を受け「Nervous Conditions」は2018年初頭に解散した。
コナーとジョニーを除いたメンバーは「Black Country, New Road」として再結成された。バンド名はWikipediaの「おまかせ表示」を利用して名づけられた。結成後いくつかのライブを行い、ロンドンのアンダーグラウンドシーンで評判を得るようになる。2019年1月18日にデビュー・シングル「Athens, France」をSpeedy Wundergroundから250枚限定の7インチレコードとしてリリース。
その後ルークがバンドに加入し、2019年7月25日に「Sunglasses」をBlank Editionsから7インチレコードとしてリリース（1回目は500部限定、二回目は250部限定、三回目は不明）。
2020年10月28日、Ninja Tuneと契約。同日にデビュー・アルバム「For the First Time」を2021年2月5日にリリースすることを発表し、3枚目のシングル「Science Fair」をリリース。2021年1月11日に4枚目のシングル「Track X」をリリース。

### 2021年–2022年：「Ants from Up There」とアイザックの脱退
2021年10月12日、セカンドアルバム「Ants from Up There」を発表、それに伴い同アルバム収録曲「Chaos Space Marine」をシングルとしてリリース。アルバム収録曲4 曲はシングルとしてリリースされた（11月2日「Bread Song」、11月30日「Concorde」、2022年1月19日「Snow Globes」）。
12月3日、MGMT 、ABBA、アデルの楽曲をカバーしたEP「Never Again」をRough Trade Recordsから1500枚限定のレコードとしてリリース。
2022年1月31日、リードボーカリスト兼ギタリストのアイザックは「Ants From Up There」のリリース4日前に、バンドのインスタグラムを通じて、自身の精神衛生に問題があるとして突然バンドからの脱退を発表した。そのため、バンドが予定していた初のアメリカ・ツアーはキャンセルされた。
2022年2月4日にリリースされた「Ants from Up There」は全世界で批評家の絶賛を浴びた。また全英アルバムチャートで初登場3位を記録しバンド史上最高位を記録した。

### 2022年–現在：新体制
バンドはアイザックを除いたメンバーでヨーロッパツアーと、アメリカツアーを(※ツアー後半はブラック・ミディと)行った。演奏した楽曲はすべて新しい未発表曲だった。リードボーカルはタイラー、ルイス、メイが担当した。
2022年11月14日、レジーナ・スペクター、キャロライン ポラチェック、ザ・マグネティック・フィールズ、ビリー・アイリッシュの楽曲をカバーしたEP「Never Again Part 2」をRough Trade Recordsから1500枚限定のレコードとしてリリース。
11月29日、初の単独日本ツアーを2023年4月4日に名古屋、5日に大阪、6日に東京で行うことを発表。
2023年2月21日、ロンドンのブッシュ・ホールで二日間行われたライブの映像をYouTube上で公開。また、3月24日にライブアルバム「Live at Bush Hall」としてリリース。収録された曲はライブでは演奏されていたものの、公式には未発表であった曲で、アイザック脱退後初のリリースとなった。

## そのほかの活動
- ヴァイオリンのジョージア・エラリーは実験的エレクトロニック・デュオ「Jockstrap」として活動している。また2019年の映画「Bait」で俳優デビューしている。またフォーク・トリオ「Contours」のメンバーでもあり、ギルドホール音楽演劇学校在学中に結成された6人組クレズマー・バンドの「Happy Beigel Klezmer Orkester」のメンバーでもある。
- ベースのタイラー・ハイドはアンダーワールドのメンバー、カール・ハイドの娘である。また「Tyler Cryde」として活動している。
- ドラムのチャーリー・ウェインはイギリスのバンド「Ugly」のドラマーだった。
- サックスのルイス・エヴァンスは「Good With Parents」としてアルバムとEPを制作している。また3人組の実験的アンサンブル「Guildhall Military Orchestra」のメンバーでもある。
- 元リードボーカルのアイザック・ウッドは「The Guest」としてEPやシングルなどを制作している。

## メンバー
現在のメンバー
- タイラー・ハイド – ベース(2018–現在)、バッキング・ボーカル(2018–2022)、リードボーカル(2022–現在)
- ルイス・エヴァンス – サックス(2018–現在)、フルート(2022–現在)、リードボーカル(2022–現在)
- ジョージア・エラリー – ヴァイオリン(2018–現在)、バッキング・ボーカル(2022–現在)
- メイ・カーショウ – キーボード(2018–現在)、バッキング・ボーカル(2018–2022)、リードボーカル(2022–現在)
- チャーリー・ウェイン – ドラム(2018–現在)、バッキング・ボーカル(2022–現在)
- ルーク・マーク – ギター(2019–現在)、バッキング・ボーカル(2022–現在)

元メンバー
- アイザック・ウッド – リードボーカル、ギター(2018–2022)

## ディスコグラフィ

### アルバム
- For the First Time (2021年2月5日リリース)
- Ants from Up There (2022年2月4日リリース)
- Forever Howlong (2025年)

### EP
- Never Again (2021年12月3日リリース)※レコード1500枚限定(日本国内流通100枚限定)
- Never Again Part 2 (2022年11月14日リリース)※レコード1500枚限定

### ライブアルバム
- Live at Bush Hall (2023年3月24日リリース)

## 来日公演
フジロックフェスティバル'22
- 2022年7月31日 – 新潟県、苗場スキー場

Black Country, New Road Japan Tour 2023
- 2023年4月4日 – 愛知県、名古屋CLUB QUATTRO
- 2023年4月5日 – 大阪府、梅田CLUB QUATTRO
- 2023年4月6日 – 東京都、Shibuya O-EAST